# تیم جنکین
تیم جنکین (انگلیسی: Tim Jenkin؛ زادهٔ ۱۹۴۸ (۷۶–۷۷ سال)) نویسنده آفریقای جنوبی، فعال سابق ضدآپارتاید و زندانی سیاسی است.
وی بیشتر به خاطر فرار از زندان محلی پرتوریا (بخشی از مجموعه زندان مرکزی پرتوریا) در سال ۱۹۷۹ همراه با استفان لی و الکس مومباریس شناخته شده‌است.

## فیلم فرار از پرتوریا
در ماه مه ۲۰۱۷ اعلام شد که تولید فیلم سینمایی کتاب جنکین به تهیه‌کنندگی دیوید بارون و با بازی دنیل ردکلیف در نقش جنکین و ایان هارت در نقش گلدبرگ آغاز می‌شود. فیلمبرداری فرار از پرتوریا در آدلاید، استرالیای جنوبی، در مارس و آوریل ۲۰۱۹ آغاز شد. وی با دنیل وبر به جمع بازیگران پیوست. جنکین مدتی را در آدلاید گذراند و به رادکلیف در مورد لهجه و سایر جنبه‌های فیلم مشاوره داد و همچنین به عنوان یک بازیگر بازی کرد. این فیلم در ۶ مارس ۲۰۲۰، ابتدا در انگلستان و ایالات متحده آمریکا و سپس در سایر نقاط جهان منتشر شد.
فیلم بر اساس کتاب جنکین ساخته شد. وی در این کتاب داستان واقعی فرار چند زندانی سیاسی از آفریقای جنوبی تحت حاکمیت آپارتاید در سال ۱۹۷۹ میلادی را که خود یکی از این زندانیان بود، در سال ۲۰۰۳ منتشر کرد.